# Ямы (Опольское воеводство)
Я́мы (пол. Jamy, нем. Jamm, Weidental) — село в Польше в гмине Гожув-Слёнский Олесненского повета Опольского воеводства.

## География
Село находится в 9 км от административного центра гмины города Гожув-Слёнский, 11 км от города Олесно и 46 км от города Ополе.

## История
В 1925 году в селе проживало 265 человек, в 1933 году — 599 человек.
В 1921 году в селе состоялся Верхнесилезский плебисцит. В голосовании приняли участие 185 человек, имевших право голоса. За Германию проголосовало 175 человек (94,6 %) и за присоединение к Польше — 10 человек (5,4 %).
До 1936 года село называлось немецким наименованием Ямм. 29 июля 1936 года Ямм был переименован в Вайденталь. 1 апреля 1939 года село вошло в состав Паулсдорфа. 15 марта 1947 года село было переименовано в Ямы.
В 1975—1998 годах село входило в Ченстоховское воеводство.

## Достопримечательности
- Деревянная церковь святой Маргариты, построена в 1792 году — памятник культуры Опольского воеводства;
- Усадьба с дворцом и парком — памятник культуры Опольского воеводства[4].